# Psicología de la música
La psicología de la música es el estudio de la fuerza emocional que ejerce la música en el comportamiento de las personas en cualquier etapa de la vida. 
Este tipo de psicología se inicia a principios del siglo XX. Establece dos enfoques:
- Enfoque cofisiológico. La acción de oír es el resultado de una excitación producida por las ondas sobre el sistema auditivo, que se transmite por el sistema nervioso al cerebro para dar lugar a una imagen aural. La actividad sensorial está localizada en la zona bulbar, el mensaje afectivo de la música en el diencéfalo, donde se encuentran las emociones, y la actividad intelectual en la zona cortical. La música permite el equilibrio dinámico entre las capacidades de los hemisferios izquierdo y derecho del cerebro.
- Enfoque psicobiológico. El desarrollo de las capacidades musicales depende del número de conexiones neuronales, creadas por la estimulación. Cada individuo debe modelar su Sistema Referencial, imprescindible para el aprendizaje.

La Inteligencia emocional es un conjunto de habilidades como el control de la simbología, la perseverancia, la empatía, etc. que constituye un vínculo entre sentimientos, carácter e impulsos morales. La música, si es adecuada, nos lleva a una rearmonización de los sentimientos y el estado de ánimo. Además nos ayuda a un dominio del cuerpo, a la organización de las relaciones espaciales. El tono y volumen de la voz, delata el momento en que nos encontramos y qué tipo de persona somos. Desde que nacemos estamos expuestos a la música, comenzando por la voz de los padres. El tono expresivo que utilizan ayuda a que el niño mantenga la atención, siendo la voz de la madre la preferida debido a que su agudeza señala felicidad y afecto.  Es importante educar tanto la expresión de la voz como el canto. Este, en concreto, es uno de los medios de expresión más completo y máximo.

## Historia

### Desde la antigüedad hasta el siglo XIX
Desde la antigüedad se ha especulado sobre la música y el sonido. Los primeros experimentos relatados se acreditan a Pitágoras en el siglo VI a. C. Sus experimentos contribuyeron a incluir la música en el programa científico de la educación. Sin embargo, sus seguidores dejaron de creer en el método experimental e intentaron explicar la música a través de términos matemáticos. Más tarde, Aristóxeno afirmó que la música no debe ser concebida únicamente como relaciones matemáticas, sino que, al ser perceptiva y cognitiva en la naturaleza, había que estudiarla como una ciencia experimental. Esto adelantaba ya parte de la psicología moderna.

### Desde 1860 a 1960
En la segunda mitad del siglo XIX, la psicología se estableció como una disciplina científica. Comenzó a desarrollarse una psicología empírica, pues algunos investigadores argumentaron en contra del racionalismo en la música, y se sostuvo que esta debía ser considerada como una ciencia empírica. Por tanto, la psicología debía analizar las experiencias. Esta idea se abandona cuando surge una nueva corriente de la psicología moderna en Europa a principios del siglo XX.

### Finales delsigloXX
La psicología de la música se centra en cuatro temas principales: 
- el desarrollo cognitivo y la representación del tono, ritmo y las propiedades de la armonía y la melodía
- el desarrollo de la competencia y la habilidad musical
- los procesos subyacentes a la ejecución e interpretación musical
- los procesos afectivos asociados con escuchar música.

En esta época, los oyentes eligen la música que escuchan y no sienten la necesidad de investigar el porqué de su disfrute.

## Percepción y cognición

### El tono y su aprendizaje
Dentro de una obra musical, un oyente puede escuchar varios sonidos con diferentes tonos, que juntos conforman una única textura. Las formas de educar nuestro oído son varias: La forma conductual es la más practicada, se basa en la repetición y es prácticamente subconsciente. Por otro lado tenemos la forma constructiva que consiste en procesos mentales complejos y requiere una atención y un esfuerzo de síntesis por parte del oyente. Un aprendizaje constructivo nos permitirá establecer relaciones entre los sonidos y finalmente conocerlos y manipularlos.

### Ritmo
La psicología analiza el ritmo a partir de la agrupación de esquemas mentales del individuo, que van de lo macro al detalle. Se superpone información y finalmente se desarrollan los patrones rítmicos. Los elementos básicos de un esquema rítmico son:
- Intervalo entre el inicio: es la distancia entre el principio y el final del sonido. Se pueden clasificar en cortos y largos.
- Beats: es la forma de organización del ritmo, y se basa en la regularidad temporal. Esta percepción del tiempo y sensación de regularidad, se enmarca en lo que llamamos “tempo”.
- El acento: es donde recae la atención del evento, esta vez hablando de toda la pieza musical y no de simples patrones rítmicos. Lo que nos ayuda a distinguir el acento, será la distancia entre “los intervalos de inicio”.

### Timbre
Es el atributo por el que se distinguen dos sonidos que se presentan en forma similar y con idéntico tono, gravedad y duración. La definición presenta tal cantidad de posibilidades que no permitió la experimentación científica hasta finales del siglo XX. Desde la psicología, la importancia del timbre se basa en sus rasgos auditivos. Permite la categorización del sonido y condiciona la percepción de sonidos conjuntos emitidos por un grupo de instrumentos.

### Memoria
Cualquier actividad musical involucra a la memoria (escuchar, interpretar, componer). Cualquier aprendizaje en este campo también requiere memoria, tanto se trate de aprendizaje reglado, como de aprendizaje derivado de la experiencia. Es un rasgo que se puede mejorar e incrementar. La memoria tiene dos formas básicas:
- El Reconocimiento que se presenta cuando se percibe algo que ha sido almacenado previamente.
- El Recuerdo: recuperación de toda una secuencia previamente experimentada.

## Afectos
La música provoca reacciones humanas mentales, ya sean sentimientos o emociones y estados de ánimo. Leonard Meyer (1918-2007) trató de explicar la existencia de emoción en la música. Para él, el afecto era un componente natural de la percepción de las propiedades formales de una pieza musical. El estudio del comportamiento musical debe observarse desde sus comienzos. El individuo tiene una dimensión biológica, otra psicológico-emocional y su inserción en un entorno o medio social. Por lo tanto, ha de contemplar la inﬂuencia que representa la música en su psicología  y aportar datos sobre cómo y cuándo las personas experimentan afecto al escuchar música.

## Interpretación
Se han realizado diferentes estudios acerca de la importancia del control del tempo, la coordinación e independencia entre las dos manos y la coordinación entre dos músicos en un dueto a la hora de convertir un concepto musical abstracto (una obra musical) en la interpretación de una obra. De esta forma, los intérpretes más experimentados mantienen mayor estabilidad y precisión en el tiempo y además son capaces de interpretar una obra junto con otro músico sin haberla ensayado antes juntos basándose en el hecho de que ambos comparten la misma visión de la estructura de dicha obra. Esta visión que cada uno tiene sobre la obra que interpreta es lo que le confiere expresión a la interpretación, es decir, dependiendo de cómo el intérprete entienda la estructura de la obra el resultado final variará. Pero es posible modificar la expresividad conscientemente mediante la práctica, aunque en ella influyen también el estado de ánimo. 

## Habilidad musical
J. D. Boyle definió la habilidad musical como el nivel de destreza y entendimiento musical que un individuo adquiere en un tiempo determinado. Al potencial o capacidad para adquirir habilidades musicales se le denomina aptitud. Cuando se evalúa la habilidad aparece la subjetividad. Los psicólogos han intentado imponer la objetividad mediante estudios que evalúan: la aptitud musical, la capacidad de logro musical y la debilidad o fuerza musical. Pero estos estudios son limitados, ya que es difícil medir esas cualidades y solo tienen aplicación en los niveles más bajos de la educación musical. Sin embargo, según E. Gordon hay muy poca evidencia de que se pueda predecir en la niñez el éxito musical futuro, así como otros autores plantean que tampoco se puede predecir basándose en la herencia biológica o en las diferencias de género. Para esta tarea sí nos podemos servir de las horas dedicadas a la práctica musical y la motivación que se preste ante ella. La familiaridad que tenga el niño con cierto tipo de música contribuirá, concretamente, en sus habilidades de percepción de la música en general. La habilidad musical depende de la combinación de factores sociales, cognitivos, motivacionales y culturales. Así como de la educación, actitud, experiencia y aspiración del individuo en el desarrollo musical.

## Psicología social
La psicología social de la música estudia el comportamiento musical y su relación con el contexto cultural y social. Cabe resaltar en este campo la obra La psicología social de la música (Farnsworth, 1954) donde se tratan las influencias culturales en el comportamiento musical y se describe la personalidad del músico. Sin embargo, hemos de tener en cuenta que las teorías actuales de la psicología cuestionan el contenido de esta obra. Los psicólogos sociales han establecido que los juicios que se hacen a un músico individual, se suelen hacer de acuerdo a un grupo social. 
Por último señalar las líneas de investigación de las aplicaciones de la música en la vida diaria: la interacción en la enseñanza entre profesor y alumno, el papel de la música en terapias de salud y los usos comerciales de la música.

## Psicología del desarrollo humano
Neli Pérez Pérez, autora  del libro 'Psicología del desarrollo humano: desde el nacimiento a la vejez', manifiesta que los ámbitos principales del desarrollo es el cuerpo, la mente y el espíritu del ser humano. Por esta razón, múltiples autores, artistas, músicos, psicólogos y melómanos realizan un análisis exhaustivo de la música, estudiando la capacidad que poseen las melodías, ritmos y volúmenes en la forma de sentir y expresar las emociones, además de su percepción sobre el mundo, ya que hace parte de los procesos de estimulación sensorial de la psiquis y el desarrollo socioemocional del individuo. El lenguaje de la música evoluciona por la máxima expresión de arte y proximidad que le aportan los seres humanos en su composición, siendo que el entorno social es un factor influyente y necesario para la estimulación lingüística y la comunicación asertiva e interactiva, promoviendo la diversidad y multiculturalidad de la comunicación, con el fin de relacionar sonidos individuales con estructuras complejas para relacionar e integrar los conocimientos, las emociones y la música a un desarrollo superior. 

## La Teoría Cognitiva de Mary Louise Serafine
Mary Louise Serafine sistematizó un cuerpo teórico que ha materializado en la categorización de dos procesos fundamentales de conocimiento musical: procesos temporales, en los que la música es algo que existe en el tiempo, concibiendo el sonido musical en dos dimensiones: la sucesiva y la simultánea, y procesos no temporales, que se caracterizan por ser más abstractos y formales comprendiendo la abstracción, la transformación, las estructuras jerárquicas y el fin. Esta teoría ha servido como fundamento para saber cómo conocen los niños la música, la naturaleza del conocimiento musical, así como los mecanismos que intervienen en la adquisición, evolución y desarrollo del pensamiento musical.

## Dormir
En estudios de investigación, los expertos han analizado listas de reproducción de música para estudiar, relajarse y dormir. Un estudio notable involucró la investigación de las listas de reproducción de Spotify y sus efectos en el cerebro. Investigadores de la Universidad de Aarhus llevaron a cabo un estudio que fue discutido por expertos en la profesión de psicología musical. Descubrieron que había diferencias significativas entre el sueño y los conjuntos de datos generales en cuanto a "volumen", "energía" y "valencia", que se refiere al tono emocional o estado de ánimo de una pieza musical.

## Neuropsicología
La neuropsicología estudia cómo nuestro sistema nervioso nos capacita para la música. Se basa fundamentalmente en las áreas que intervienen en el proceso musical. El área derecha del cerebro es la que actúa a partir de la escucha de una melodía, sin embargo ambos hemisferios actúan en diferente medida a la hora de combinar los tonos.  